# Baureihe ET 85
Baureihe ET 85 – elektryczny wagon silnikowy produkowany w latach 1935–1937 dla kolei niemieckich. Wyprodukowane zostały 32 wagony silnikowe. Zostały wyprodukowane do lokalnych pociągów pasażerskich na zelektryfikowanych liniach kolejowych. Wagony były eksploatowane na liniach kolejowych w Schwarzwaldzie i południowej Bawarii. Jeden wagon silnikowy zachowano jako eksponat zabytkowy.